# 卷尺

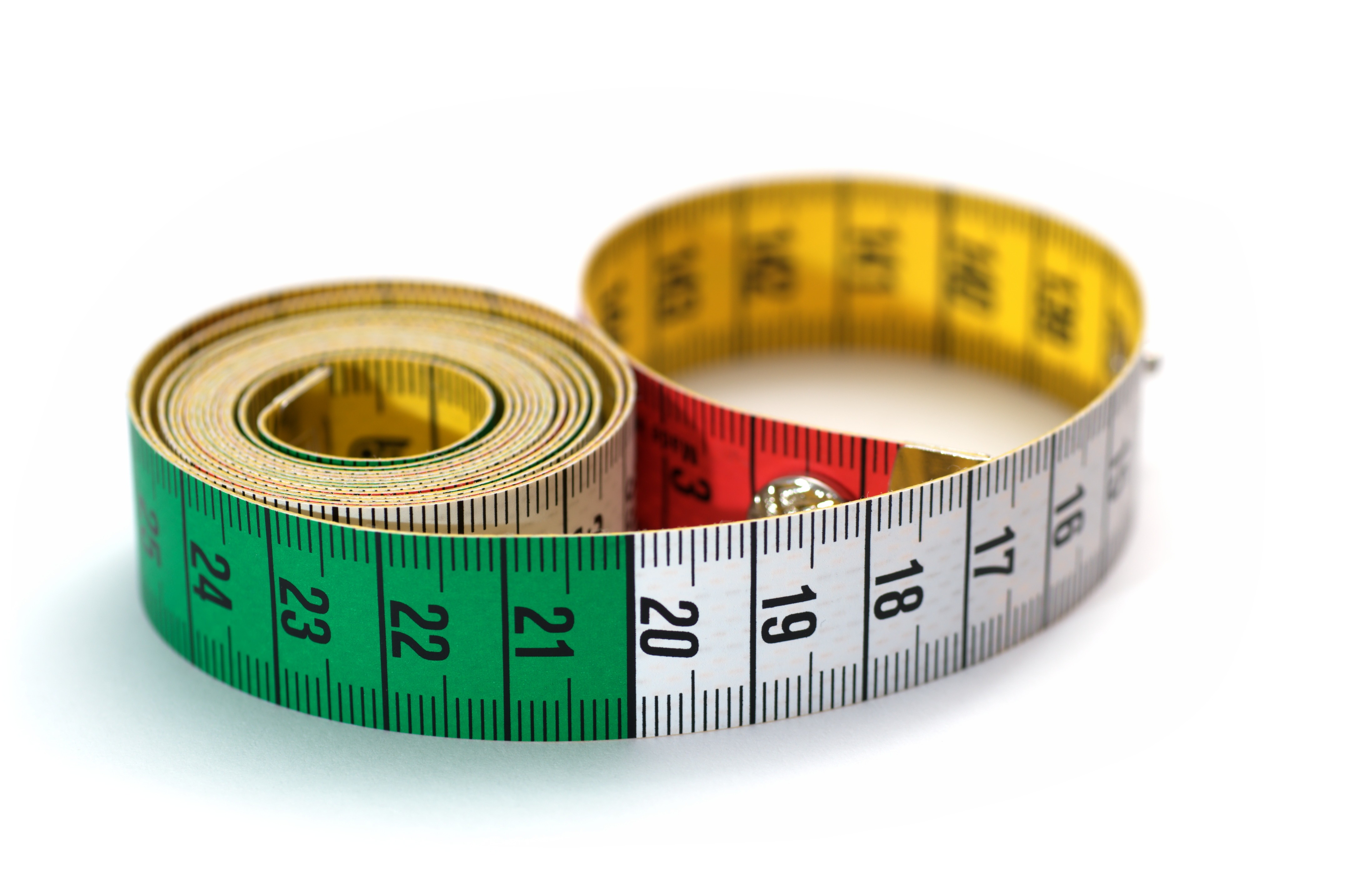
塑料软尺

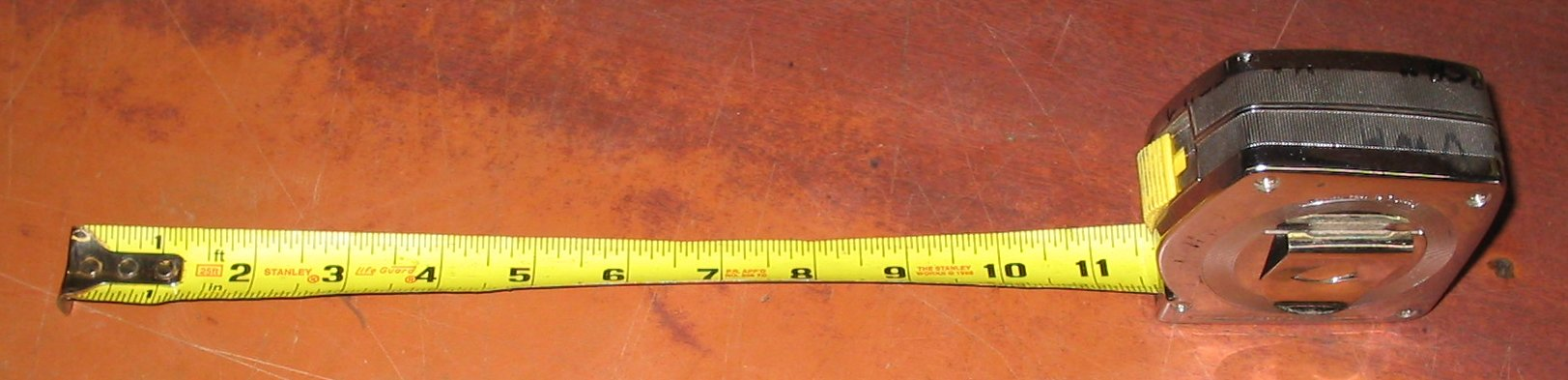
便携卷尺

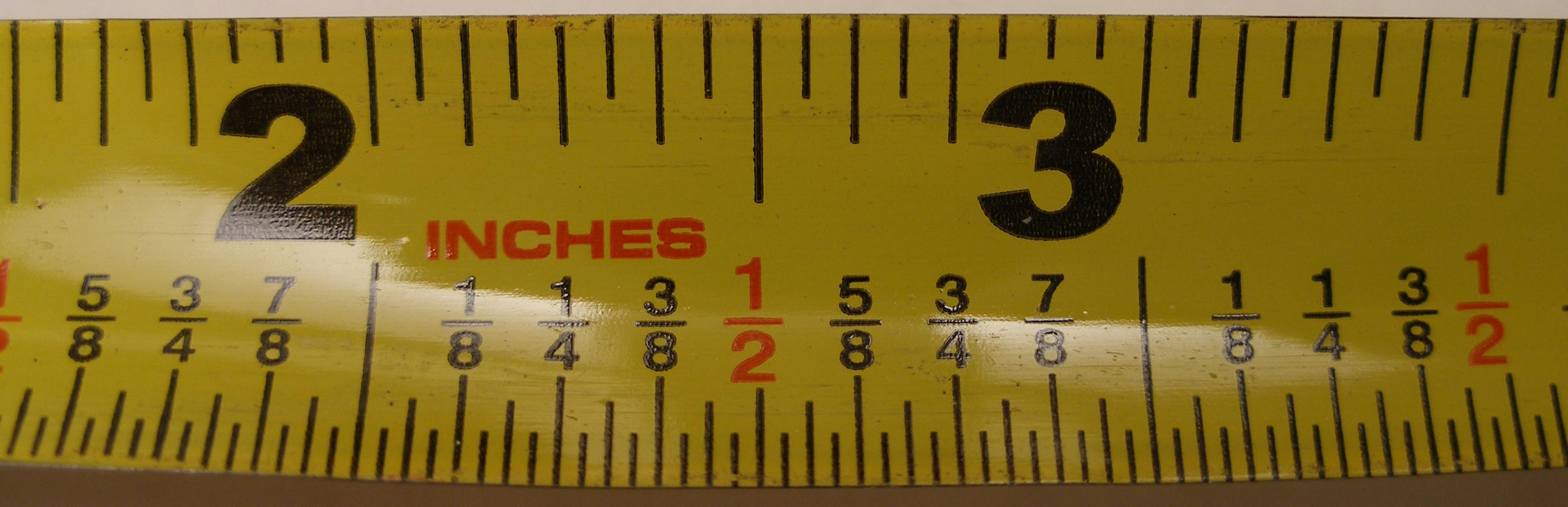
钢卷尺

卷尺是一种软性的测量工具，由塑料、钢条、布料等材料制成。它容易携带，能够测量一些曲线的长度。
在服装业中所用的量衣尺即为一种卷尺，又称软尺，所用材料为PVC塑料和玻璃纤维。

## 變化

### 魯班尺
魯班尺是住宅風水的一種度量器具，該尺後多合於卷尺之中。該尺上有分別代表吉凶的紅字及黑字，並一般分作上下二部分；上半部為文公尺，為陽宅測量所使用，下半部則是丁蘭尺，為測量墳墓所用。